# Miloš Říha mladší
Miloš Říha (* 9. února 1982 Ostrava) je někdejší český lední hokejista, posléze trenér tohoto sportu. Jeho otcem byl Miloš Říha starší, mezi roky 2018 a 2020 trenér české reprezentace v ledním hokeji.

## Vzdělání
Studoval v Olomouci na tamní Univerzitě Palackého. Na Fakultě tělesné kultury vystudoval tři obory, a sice Informační management, Řízení a Management sportu a trenérství. Na pražské Fakultě tělesné výchovy a sportu Univerzity Karlovy absolvoval studium trenérské licence ledního hokeje, v němž získal úroveň „A“, a dále se vzdělával v trenérství inline hokeje a florbalu.

## Sportovní kariéra
Ve svém mládežnickém věku hrál za Zlín, nicméně aktivní sportovní kariéru musel ze zdravotních důvodů ukončit. Roku 1999 začal trénovat. Nejprve vedl karlovarskou přípravku, následně od roku 2001 v Pardubicích kurzy bruslení a o dva roky později (2003) odešel do Spojených států amerických na odbornou stáž. Po svém návratu do České republiky vedl mládežnická mužstva pardubických hokejistů, přičemž v sezóně 2006/2007 dovedl žáky ke druhému místu v republice. Souběžně s tím zastával mezi roky 2006 až 2008 funkci skauta Pardubic.
Počínaje sezónou 2008/2009 pracoval s královéhradeckou mládeží, se kterou prvně v dějinách klubu postoupil do playoff a junioři pod jeho vedením v sezóně 2012/2013 zvítězili v juniorské lize, druhé nejvyšší soutěži této věkové kategorie v České republice. Během tohoto ročníku působil i jako asistent mužského výběru královéhradeckého celku.
Od sezóny 2013/2014 se Říha přesunul opět do Pardubic, kde dělal u mužského výběru asistenta tehdejšímu hlavnímu trenérovi Zdeňku Venerovi. Když Venera na začátku ledna 2015 u pardubického mužstva skončil a trenérem byl místo něho jmenován Miloš Říha starší, ponechal si jako asistenta svého syna. Pravděpodobně prvně tak v české nejvyšší soutěži nastala situace, kdy mužstvo vedli společně otec se synem. Po třech měsících, podle původní domluvy, Říha starší u mužstva skončil a jeho nástupcem na postu hlavního trenéra se stal syn. Sezónu ale mužstvo nezačalo dobře, a tak po měsíci soutěže Říha u týmu skončil. Na začátku listopadu téhož roku se stal trenérem mužstva HC Stadion Litoměřice, kde vystřídal Jiřího Kučeru. Po sezóně 2017/2018 změnil Říha působiště a z Litoměřic přešel do pražské Slavie, u níž nahradil Milana Razýma, jenž se stal trenérem Litvínova. Po konci ročníku 2019/2020 Říha ve Slavii skončil. Ve Slavii ho vystřídal trenér Martin Štrba. Za asi půl roku však byl Štrba od mužstva odvolán. Na jeho místo se nakonec vrátil opět Říha, který klub dovedl do čtvrtfinále první ligy. Po sezóně změnil působiště a s Václavem Baďoučkem trénoval plzeňské mužstvo. Vydržel zde až do začátku ročníku 2022/2023, kdy byl kvůli neuspokojivým výsledkům jak během mezisezónní přípravy, tak na začátku ligy odvolán. Začátkem prosince téhož roku se Říha stal hlavním trenérem zlínského klubu, který dovedl k triumfu v lize. Se zlínským celkem začal i následující ročník 2023/2024, v jehož průběhu byl ale kvůli neuspokojivým výsledkům odvolán a nahrazen Janem Srdínkem.